# Tannuna
Tannuna (arab. تنونة) – wieś w Syrii, w muhafazie Hims. W 2004 roku liczyła 882 mieszkańców.